# Benavides

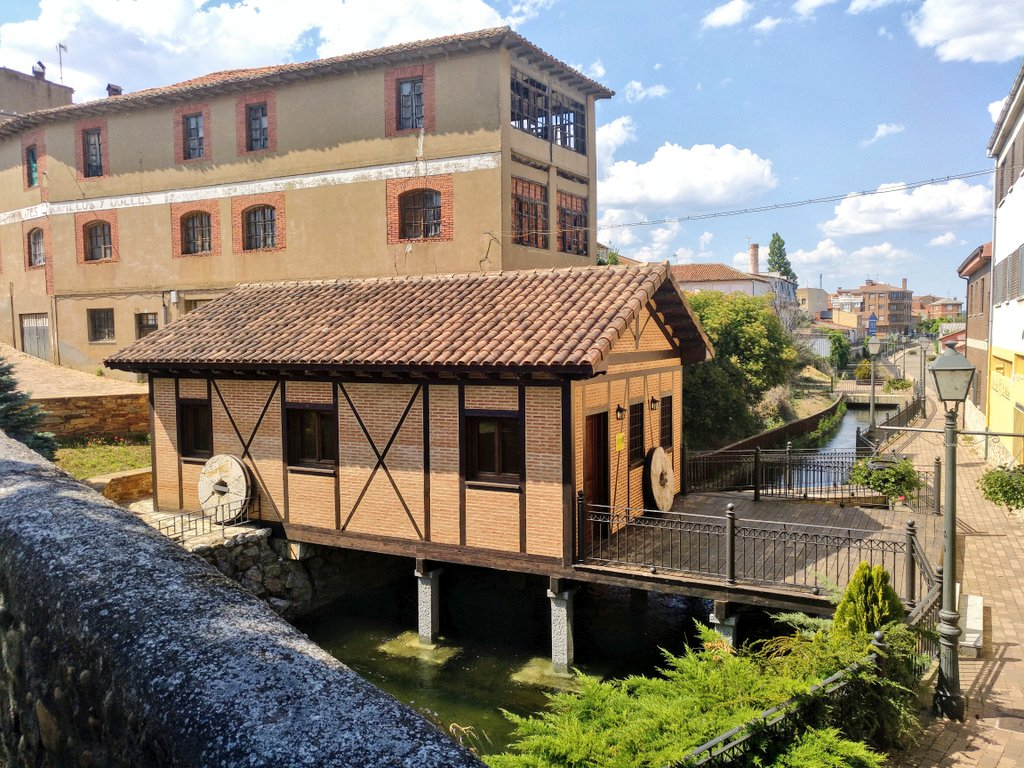
Molino y puente de Piedra

Benavides, también denominado Benavides de Órbigo, es un municipio y villa española de la provincia de León, en la comunidad autónoma de Castilla y León. Cuenta con una población de 2342 habitantes (INE 2024).
El municipio está compuesto por los pueblos de Benavides de Órbigo, Antoñán del Valle, Vega de Antoñán, Gualtares de Órbigo, Quintanilla del Monte y Quintanilla del Valle. Celebra sus fiestas del 13 al 16 de septiembre en honor al Bendito Cristo y el día de San Juan se celebran fiestas en el barrio homónimo de la localidad, además de la fiesta del veraneante en honor a la gran afluencia de veraneantes, campistas y turistas que recibe el pueblo durante el verano.
En principio se basaba en el mercado de ganado y fue ganando importancia convirtiéndose en feria de diversos productos típicos y básicos de la zona. Su economía se basa principalmente en la agricultura y pequeñas empresas familiares. 

## Historia
Asentamientos prehistóricos
Los primeros pobladores de la zona los encontramos en el cerro llamado La Chana de la Magdalena, que data de finales del siglo III a. C. Se trata de un castro prerromano típico de la zona noroeste de la península ibérica. Este castro debió quedar deshabitado durante la época de las Guerras cántabras, en torno a los años 25 y 24 a. C.
Origen del nombre y fundación
El nombre Benavides procede de la palabra árabe Bana-Vidas y Bane-Vidas, derivados de Bani-Vidas que significa hijos de Vidas. Estos nombres aparecieron algo antes del año 900 y el definitivo Benavides lo encontramos escrito por vez primera en 1194, según mencionó Ramón Menéndez Pidal. Por todo ello cabe suponer que Benavides debe fue fundada entre 850 y 900 y más concretamente entre los años 883 y 900.
Edad Moderna
El primer conde de Luna y su esposa, Juana Enríquez fundaron en 1460 un monasterio franciscano intramuros de Benavides, lugar en el que finalmente serían enterrados. Esta institución desapareció hacia 1835 tras las exclaustraciones y desamortizaciones del siglo XIX. El catastro del marqués de la Ensenada, siglo XVIII refleja que contaba con 16 religiosos, 5 legos, un donado y un novicio.
La villa de Benavides se integró en el patrimonio de los Condes de Luna por la compra que en 1447 hizo Pedro Suárez II a Men Rodríguez de Benavides. En aquel momento el pueblo no disponía de ninguna fortaleza defensiva. En 1483 un documento menciona por primera vez el "Castillo de Venavides".
A principios del siglo XVIII, los registros oficiales situaban a Benavides como la población más grande de toda la Ribera del Órbigo, duplicando en habitantes a la segunda, que era Villarejo. Armellada tenía la tercera parte de habitantes que Benavides, siendo la tercera. La población entonces de Benavides alcanzaba aproximadamente la de Bembibre.
Guerra de la Independencia
La toma de la localidad por las tropas francesas fue una de las acciones previas a la batalla de Cogorderos. En dicha batalla perdieron la vida centenares de soldados y oficiales franceses, entre los que destaca el general Valletaux, tal y como permanece grabado en el arco de triunfo de L'Etoile de París.

## Demografía
Cuenta con una población de 2342 habitantes (INE 2024).
| Gráfica de evolución demográfica de Benavides entre 1842 y 2021 |
| |
| Población de derecho según los censos de población del INE. Población de hecho según los censos de población del INE. En 1857 disminuye el término del municipio porque independiza a Turcia. |

#### Núcleos de población
El municipio de Benavides está formado por seis núcleos de población, siendo Benavides el principal. Poseían la siguiente población en 2016 según el INE.
| Núcleo de población   | Población |
| --------------------- | --------- |
| Benavides             | 1825      |
| Quintanilla del Monte | 439       |
| Antoñán del Valle     | 165       |
| Quintanilla del Valle | 110       |
| Vega de Antoñán       | 41        |
| Gualtares de Órbigo   | 7         |

## Comunicaciones
Benavides se comunica con varias carreteras locales, la LE-420 y la LE-443. A 6 kilómetros (hacia el sur) se encuentra un acceso a la red de alta capacidad en la AP-71. Se encuentra a 31 kilómetros de la capital de provincia, 25 de Astorga y 20 de La Bañeza.

## Arquitectura civil
Algunos de los elementos más característicos del pueblo son:
- Los soportales de las avenida del Órbigo.
- La fuente de los Ocho Caños, situada frente al consistorio de la población, instalada en 1914.
- Puente de piedra y Molino, restaurados en los años noventa del s. XX.
- El lavadero junto al cauce del arroyo Barbadiel.
- Conjunto de edificios de ladrillo de la antigua fábrica de harinas Fernández Nistal, en la entrada norte de la carretera de La Magdalena a La Bañeza, cerrada en 2023.

## Economía
La economía de la villa de Benavides de Órbigo se basa en el sector servicios en el que cabe destacar el peso que tuvo la restauración que llegó a contar con más de 40 locales de este tipo. También son importantes la agricultura (con el cultivo del lúpulo y el maíz, sobre todo) y la industria (fábricas cerámicas y del dulce, entre otras).
Comercio
El pueblo mantiene abiertos tres supermercados (DIA, Calipre y Carrefour Express) y cuatro sucursales y agencias bancarias (Unicaja, Caixabank, Abanca y Banco Santander), así como un cajero del Banco de Sabadell.
Mercado de los jueves
En dicha localidad se celebra un mercado todos los jueves desde que en 1306 el rey Fernando IV de Castilla concediera dicho privilegio a la villa de Benavides de Órbigo, otorgando una importancia económica a la localidad poniéndose al nivel de ciudades como León, Astorga y Sahagún.
Turismo
El municipio dispone de un campin municipal de segunda categoría, un hostal de dos estrellas y diversas casas rurales.

## Administración y política

### Lista de alcaldes
- María Esperanza Marcos Álvarez (PSOE), durante dos legislaturas, desde 2019.
- Ana Rosa Sopeña Ballina (PP), durante seis legislaturas de 1995 a 2019.
- Aniceto Melcón Marcos (PSOE), durante tres legislaturas de 1983 a 1995.
- Francisco Fernández Criado (UCD), de 1979 a 1983.[13]

## Equipamientos y servicios

### Educación
El municipio cuenta desde 2011 con una escuela municipal de educación infantil 0-3 (Jardín de la Vega) y un colegio público (CEO San Juan) en el que se imparte segundo ciclo de educación Infantil, Primaria y desde el curso 2008-2009, Secundaria hasta los dieciséis años.
Los alumnos de Quintanilla del Monte disponen de una escuela vinculada orgánicamente al colegio rural agrupado de Armellada en el municipio de Turcia.
Benavides también dispuso también de un colegio concertado, el Divina Pastora, fundado en 1917 que siguió funcionando hasta 2003, si bien el servicio de guardería se extendió hasta 2007 en que fue asumido por el Ayuntamiento.

### Salud y servicios sociales
Benavides es sede del centro de salud Ribera del Órbigo, que atiende además los municipios de Bustillo del Páramo, Carrizo, Cimanes del Tejar, Hospital de Órbigo, Llamas de la Ribera, Quintana del Castillo, Santa Marina del Rey, Turcia, Villadangos del Páramo, Villarejo de Órbigo y Villares de Órbigo. El hospital de referencia para esta zona sanitaria es el de León.
El municipio tiene una Residencia de Personas Mayores gestionada por la empresa CLECE.

## Cultura
La localidad tiene escuela de música, auditorio y biblioteca municipales.
Entre 1960 y 1979 Benavides de Órbigo dispuso de una sala de cine abierta (Cine Imperial).

### Idiomas
Benavides de Órbigo se encuentra en una zona en la que el castellano es la lengua de uso común, si bien se mantiene en el habla oral de los mayores cierto sustrato léxico del Leonés occidental, con rasgos como el mantenimiento de la f inicial en ciertas palabras, la palatalización de la l inicial o el uso del artículo delante del posesivo entre otros.

### Deporte
El municipio dispone de gimnasio municipal, piscina de verano, piscinal fluvial (situada en Quintanilla del Monte), frontones y pistas de pádel y un velódromo de iniciación para la práctica de ciclismo, atletismo y triatlón. el lugar del velódromo es donde se encontraba el antiguo palacio señorial de los Condes de Luna.
El principal equipo de fútbol local es la Unión Deportiva Benavides, actualmente en la primera división provincial leonesa, que juega en los Campos Municipales Vicente del Bosque.

### Religión
El municipio posee una iglesia bajo la advocación de San Martín de Tours construida entre 1761 y 1764 y una ermita erigida a partir de 1965 dedicada al Bendito Cristo. Dicha edificación es la tercera reconstrucción en el mismo lugar, datando el primer templo de 1835 y la primera reconstrución de 1885.